# Urmărirea (film din 1954)
Urmărirea (în poloneză Pościg) este un film de acțiune polonez din 1954, regizat de Stanisław Urbanowicz⁠(d).

## Rezumat
Acțiunea filmului are loc în satul ficțional Regle, după redeschiderea hergheliei locale. Acolo apare în același timp un motociclist misterios, care răspândește un zvon subversiv despre apariția unei morve în rândul cailor. Acest zvon provoacă inițial o stare de panică în sat, pe care autoritățile reușesc să o țină sub control. Apoi caii hergheliei încep să se îmbolnăvească. Suspiciunea otrăvirii cailor cade inițial asupra medicului veterinar Bronka Kaliszanka. Tânăra doctoriță încearcă să-și demonstreze nevinovăția și efectuează, în colaborare cu ofițerii postului local de securitate, o anchetă, descoperind că unul dintre angajații hergheliei are documente false și că, împreună cu un grup de sabotori, dorește să închidă ferma. Autoritățile de securitate și angajații hergheliei din Regle luptă cu sabotorii și împiedică acțiunea de otrăvire a cailor.

## Distribuție
- Barbara Marszel⁠(d) — Bronka Kaliszanka, medic veterinar la Herghelia de Armăsari de Stat din Regle
- Urszula Schweitzer — asistenta medicală Zosia (menționată U. Schweitzer)
- Stanisław Zaczyk — Stefan
- Zygmunt Kęstowicz⁠(d) — Zygmunt Michalak
- Wacław Zastrzeżyński⁠(d) — Muchaj, directorul Hergheliei de Armăsari de Stat din Regle
- Stanisław Winczewski⁠(d) — îngrijitorul de cai Orda-Stefański, cunoscut sub numele de Kucharski
- Władysław Dewoyno⁠(d) — primarul comunei Regle (menționat Władysław Dewojno)
- Kazimierz Meres⁠(d) — locotenentul Kłos de la Biroul de Securitate al powiatului
- Karol Leszczyński⁠(d) — medicul Korsak
- Zdzisław Lubelski⁠(d) — constructorul Jóźwicki
- Władysław Olszyn⁠(d) — Hajdukiewicz, șeful sabotorilor
- Tadeusz Schmidt⁠(d) — comandantul Biroului de Securitate al powiatului
- Maria Żabczyńska⁠(d) — mama lui Zygmunt Michalak
- Bogumił Kłodkowski⁠(d) — șoferul
- Feliks Żukowski⁠(d) — directorul Uzinei Chimice „Curie-Skłodowska”
- Stanisław Milski⁠(d) — meșterul ceasornicar
- Józef Daniel⁠(d) — țăranul panicat

## Producție
Filmările au avut loc în anul 1953 în satul Łąck din voievodatul Mazovia, la Herghelia de Armăsari de Stat din cadrul Gospodăriei Agricole de Stat locale.